# 喜马拉雅巨蟹蛛
喜马拉雅巨蟹蛛（学名：Heteropoda himalayicus）为巨蟹蛛科巨蟹蛛属的动物。在中国大陆，分布于西藏等地，多见于庭院及室内墙壁。该物种的模式产地在西藏。